# Buck Ryan
Buck Ryan is een Britse stripreeks, getekend en geschreven door Jack Monk. Het was de eerste realistisch getekende detectivestrip die verscheen in de Britse pers. Buck Ryan verscheen van 1937 tot 1962 in de krant Daily Mirror. De zwart-wit tekeningen met sterke contrasten van Jack Monk droeg bij aan de mysterieuze sfeer. Zoals in veel Britse strips was er in Buck Ryan veel plaats voor sensuele vrouwelijke personages.

## Inhoud
Buck Ryan is een inspecteur van Scotland Yard die grote misdaadzaken oplost. Dit deed hij samen met zijn assistent Slipper. Deze werd later vervangen door de knappe Zola Anderson.